# Aline Chassériau
Aline Chassériau est une huile sur toile peinte en 1835 par l'artiste romantique français Théodore Chassériau. Elle représente Aline Chassériau (1822-1871), la plus jeune sœur du peintre. L'œuvre a été la propriété de Frédéric Chassériau, frère de l'artiste, puis du baron Arthur Chassériau et de son épouse, qui le donnent au musée du Louvre en 1918.

## Le tableau
Aline (née Geneviève) Chassériau a posé pour ce portrait de 92 × 73 cm, lorsqu'elle avait treize ans, et le peintre seize. Dans une création presque monochrome, Aline est représentée de pied devant un fond obscur. Elle porte une cape de couleur marron et un col blanc, et regarde directement le spectateur, ses mains croisées devant elle. L'expression est sombre, le visage très blanc, et dans le portrait l'on reconnaît les influences d'Ingres, avec qui Chassériau avait récemment étudié, et les maîtres italiens de la Renaissance comme Raphaël et Bronzino.

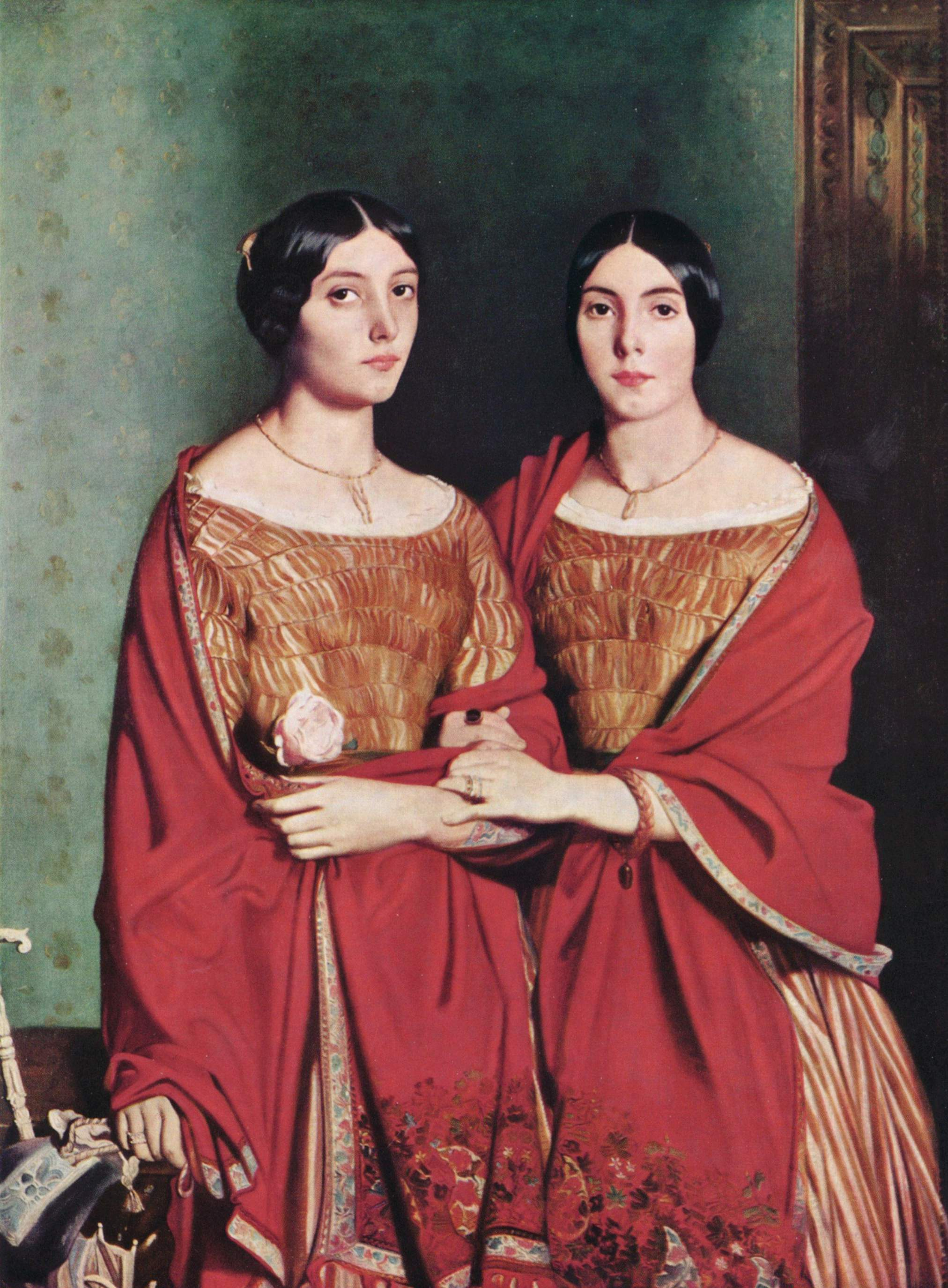
Les Deux Sœurs (1843). Huile sur toile,. Double portrait d'Adèle et Aline ensemble, que Chassériau a réalisé postérieurement.

## La modèle
On a longtemps pensé qu'Adèle, la sœur aînée de Chassériau, avait été le modèle pour cette peinture, mais celle-ci avait déjà avait vingt-cinq ans à l'époque. Chassériau a fréquemment utilisé ses deux sœurs comme modèles pour ses dessins et peintures. Sa relation avec ses sœurs, lorsqu'il était jeune, a été décrite comme très étroite, « presque affectueuse ». La première amante de Chassériau, Clémence Monnerot, a rappelé plus tard : « Adèle, Aline et moi étions les modèles de Théodore pendant de nombreuses années. Il peignait de nuit sous la lumière des lampes et nous faisait poser comme il voulait. Adèle a des bras magnifiques; ils apparaissent partout... Elles sont aussi ses deux sœurs idéalisées, qu'il adorait ».
Son père Benoît Chassériau a été un diplomate français, espion français, et le ministre de l'Intérieur de Simón Bolívar à Carthagène (Colombie).
Aline ne s'est pas mariée, et est morte le 25 mai 1871 à Bordeaux pendant la Commune de Paris, elle est inhumée au cimetière Montmartre avec son frère.